# Vi kommer för vår Gud med sång och jubel
Vi kommer för vår Gud med sång och jubel är en psalm med text skriven 1991 av Svein Ellingsen och översatt av Jan Arvid Hellström 1992 och redigerad 1993. Musiken är skriven 1992 av Bert Månson och redigerad 1993.

## Publicerad som
- Nr 804 i Psalmer i 90-talet under rubriken "Lovsång och tillbedjan
- Nr 815 Sång i Guds värld Tillägg till Svensk psalmbok för den evangelisk-lutherska kyrkan i Finland 2015 under rubriken "Lovsång" med melodi av Johannes Johansson, 1996.